# 23450 Birkenstock
23450 Birkenstock è un asteroide della fascia principale. Scoperto nel 1988, presenta un'orbita caratterizzata da un semiasse maggiore pari a 2,1723952 UA e da un'eccentricità di 0,0835032, inclinata di 6,69932° rispetto all'eclittica.